# A Plague Tale: Innocence
A Plague Tale: Innocence je akční stealth adventura vyvinutá studiem Asobo a vydaná společností Focus Home Interactive. Hra byla vydána pro PlayStation 4, Windows a v květnu 2019 pro Xbox One. V listopadu 2020 byla zpřístupněna pro Amazon Luna. Verze hry pro PlayStation 5 a Xbox řady X/S byly vydány v červenci 2021 spolu s cloudovou verzí pro Nintendo Switch.

## Děj
Hra se odehrává v polovině 14. století ve francouzské Akvitánii během stoleté války a zaměřuje se na osud Amicie de Rune a jejího nemocného bratra Huga, kteří prchají před vojáky francouzské inkvizice a hordami krys šířících černou smrt. Hráč ovládá Amicii a používá kombinaci kradmých a omezených nástrojů, aby se ukryl před vojáky, odvedl jejich pozornost nebo je odzbrojil, vyhnul se hordám krys a vyřešil hádanky, které obsahují prvky her typu survival horor.

## Ohlasy a pokračování
Hra A Plague Tale: Innocence získala vesměs pozitivní hodnocení kritiků. K červenci 2020 se jí prodalo přes milion kusů.
Pokračování A Plague Tale: Requiem bylo vydáno v roce 2022.